# Акимовичи
Акимовичи (укр. Якимовичі) — село,
Анастасьевский сельский совет,
Роменский район,
Сумская область,
Украина.
Код КОАТУУ — 5924180607. Население по переписи 2001 года составляло 19 человек .

## Географическое положение
Село Акимовичи находится на одном из истоков реки Бобрик,
ниже по течению на расстоянии в 1 км расположено село Лукашово. У села на реке есть небольшая запруда.